# Tragiscoschema bertolonii
Tragiscoschema bertolonii är en skalbaggsart som först beskrevs av Thomson 1857.  Tragiscoschema bertolonii ingår i släktet Tragiscoschema och familjen långhorningar.
Artens utbredningsområde är:
- Angola.
- Botswana.
- Malawi.
- Moçambique.
- Zimbabwe.

Inga underarter finns listade i Catalogue of Life.